# Ileana Pociovălișteanu
Ileana Pociovălișteanu (n. 29 septembrie 1919, Târgu Jiu, Regatul României - d. 6 august 2009, West Palm Beach, Florida, Statele Unite ale Americii) a fost o femeie de o frumusețe ieșită din comun care, după afirmațiile celor care au cunoscut-o, avea o aură de mister provocator, calități pe care a știut să și le pună în valoare.

## Biografie
Unchiul ei, colonelul Aurel Pociovălișteanu era însurat cu Irina Tătărescu, fiind astfel cumnat cu Gheorghe Tătărescu, care a ajuns mai târziu prim-ministru al României.
Având în vedere legăturile ei de familie, Ileana Pociovălișteanu a avut astfel prilejul de a intra în anturajul casei regale. A devenit amanta lui Virgil Kerciu, aviator, avocat și om de afaceri. Virgil Kerciu participase la ostilitățile din timpul primului război mondial în calitate de căpitan de aviație, fiind decorat cu ordinul „Virtutea Aeronautică” de război, cu ordinul „Coroana României” cu spade și panglică de bravură, cu ordinul „Steaua României” în grad de comandor și cu ordinul "Vulturul României".  Continuase să zboare după război, devenind președinte a Ligii Aviatorilor Români. În registrul aviației române, Virgil Kerciu este menționat ca posesor al unui avion Caudron C.600 Aiglon, cu care a făcut mai multe călătorii de la București la Paris. Intrând în politică, fusese ales deputat în 1928 și 1932. De asemenea înființase revista  ilustrată ”Ordinea”, al cărei director era. Virgil Kerciu era un obișnuit al salonului Elenei Lupescu și s-a susținut că ocazional avea și o relație sexuală cu aceasta. Astfel Virgil Kerciu, bogat și bine introdus în cercurile legate de palat, era în stare să o propulseze pe ambițioasa Ileana Pociovălișteanu. Însă, la scurt timp după începerea acestei legături, Carol II a fost silit să abdice și să părăsească țara la 6 septembrie 1940. Ileana Pociovălișteanu era suficient de apropiată de camarila regală încât să plece și ea cu trenul regal. Instalându-se în Elveția, s-a măritat cu Virgil Kerciu, care a murit însă într-un accident de avion, în 1942. 

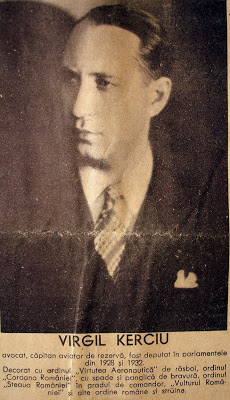
Virgil Kerciu

Numindu-se acum Ileana Kerciu, tânăra văduvă de 23 de ani, s-a întors în România, unde a devenit amanta lui Mihai Antonescu, la acea vreme Ministrul Afacerilor Străine și Ministrul Popagandei Naționale. Acesta i-a construit o vilă în Parcul Jianu, pe actuala stradă Muzeul Zambaccian înregistrată ca proprietate a Ilenei Kerciu. Spre sfârșitul anului 1943, simțind că războiul se va termina rău pentru Germania, Mihai Antonescu își trimite amanta în Elveția, urmând să-i trimită ilegal o cantitate de monezi de aur peste graniță. Transportul clandestin de aur a fost însă oprit de vamă în România și faptul a ajuns la cunoștința conducătorului statului, mareșalul Ion Antonescu. Dictatorul a vrut să-l destituie, fiind convins cu multă greutate de soția sa Maria Antonescu și de Veturia Goga să nu-și finalizeze decizia.
În decembrie 1943, Mihai Antonescu, acționând în numele Ilenei Kerciu i-a vândut lui Krikor Zambaccian (1889-1962) vila unde se află în prezent Muzeul Zambaccian.
Ileana Kerciu a rămas în Elveția, fără mari resurse financiare. După sfârșitul războiului a plecat în Statele Unite, la New York, unde l-a cunoscut pe Arde Bulova. După unele relatări ar fi fost fată în casă la acesta, zvonuri care nu sunt însă confirmate. Fiul unui emigrant ceh, Arde Bulova moștenise întreprinderea tatălui său de fabricare de ceasuri de lux, pe care a dezvoltat-o. În 1950 întreprinderea devenise unul din cei mai importanți producători de ceasuri din Statele Unite,  având vânzări de 60 milioane dolari anual
La scurt timp, Ileana Kerciu devine amanta lui Arde Bulova, ceea ce a declanșat o relație violentă din partea surorilor lui,  Louise Guilden și Emily Henshel. Cu toate aceste obiecții, până în 1948, Arde transferase 5.000 de acțiuni ale Companiei de Ceasuri Bulova într-un trust fund, pentru a-i asigura un venit anual care să-i asigura existența.
Curând după aceea s-au căsătorit și au efectuat diferite călătorii luxoase în Europa.  În cursul uneia din aceste călătorii, la începutul anilor ’50, Ileana l-a cunoscut pe Constantin Brâncuși la Paris. Brâncuși i-a primit de mai multe orii pe soții Bulova în atelierul său din capitala Franței. În perioada post-belică piața operelor de artă era depreciată, colecționarii având resurse financiare reduse. Când statuia lui Brâncuși, “Muza” a fost pusă la licitație la galeria Park-Bernet din New York, Ileana și-a adjudecat opera de artă. Arde Bulova a semnat un cec de 7.000 de dolari pentru ceea ce el numea ”un bolovan”. Deși Deyan Ranko Brashich, un cunoscut al familiei Bulova afirmă că în apartamentul ei din hotelul "Pierre" Ileana o utiliza ca pe o piedică pentru a ține ușa deschisă  această afirmație este inexactă. După mărturiile aduse în procesele ulterioare statuia era instalată pe un piedestal în salonul apartamentului.
În timp însă, relația Ilenei cu Arde Bulova a devenit din ce în ce mai tensionată din cauza intervenției surorilor lui. În 1957, după o altercație, Arde Bulova a silit-o pe Ileana să părăsească apartamentul din Hotelul "Pierre" din New York, pe care Ileana l-a părăsit în grabă, luând cu sine doar o singură valiză. După acest incident, Arde Bulova a inițiat o acțiune de divorț.
Ileana Bulowa l-a luat pe avocatul Arnold Krakower pe de o parte ca reprezentant legal, iar pe de alta ca amant. Arnold Krakower era un cunoscut avocat din New York, specializat în procese de divorț în înalta societate. El a instalat-o pe Ileana într-un apartament din hotelul ”Essex House”, la mică distanță de fosta ei reședință și a început acțiunile de revendicare a bunurilor ei care rămăseseră în aceasta. Între timp, Arde Bulova s-a îmbolnăvit de cancer pulmonar și a plecat la Encino, California pentru tratament, murind acolo la 18 martie 1958, înainte de încheierea procesului de divorț inițiat de Ileana.
Chiar înainte de înmormântare, cele două surori ale sale au intrat în apartament și au pus stăpânire pe bunurile care se aflau acolo, inclusiv Muza lui Brâncuși. Surorile Louise Guilden și Emily Henshel nu erau interesate în sculptură și de aceea au donat-o Muzeului Solomon R. Guggenheim din New York.
Încercând să-și refacă viața, la începutul anilor 1960, Ileana Bulova s-a măritat cu August R. Lindt, ambasadorul Elveției la Washington. Născut la Berna, Auguste era și el milionar, fiind moștenitorul familiei Lindt, celebrii fabricanți elvețieni de ciocolată. Pe lângă aceasta, August Lindt era și unul din cei mai influenți diplomați ai epocii. Avusese numeroase însărcinări în cadrul agențiilor Organizației Națiunilor Unite, fiind  Președinte al comitetului executiv al UNICEF (1952) și Înalt comisar al ONU pentru refugiați (1956-1960).
În ciuda faptului că au avut împreună un fiu, Nicolas, căsătoria dintre Ileana și Auguste nu a durat. În 1963, el a fost numit ambasador al Elveției la Moscova și nu există nicio indicație că Ileana ar fi avut dorința de a părăsi viața mondenă din Statele Unite și să-și urmeze soțul în capitala Uniunii Sovietice, indiferent de statutul diplomatic. Fapt este că la jumătatea anilor 1960 soții Lindt au divorțat.
Se pare că, pe lângă Krakower, Ileana ar fi avut și alte legături, printre care și o scurtă idilă cu regele Petru al II-lea al Iugoslaviei despre care există puține informații, legătura având loc cu multă discreție. Totuși, legătura nu a avut urmări, Petru II îmbolnăvindu-se de ciroză.
Între timp continua procesului prin care Ileana Bulova încerca să-și recupereze bunurile. În acțiunea deschisă, Arnold Krakower susținea că proprietara sculpturii ”Muza” era Ileana Bulova și că, în consecință, surorile nu aveau căderea să facă donația. În cele din urmă, la 30 iulie 1965, procesul ajunsese pe rolul Curții Supreme a comitatului New York. Audierile au avut loc într-o zi excesiv de călduroasă cu un singur judecător prezidând ședința. La sfârșitul ședinței judecătorul a dictat un memorandum în care prezenta faptele așa cum le vedea el și concluziile legale pe care le trăgea. După care a amânat ședința pentru lunea următoare când urma să pronunțe verdictul. Plecând cu trenul din Gara Penn pentru a-și petrece week-end-ul la Hampton, judecătorul a suferit un atac de inimă și a murit în tren. Deși concluziile memorandumului erau net în favoarea Ilenei Lindt, partea adversă a depus pentru un nou proces, cerere pe care tribunalul a acceptat-o pe 4 august 1965. Astfel după peste 6 ani, totul se relua de la început.
În noul process, Ileana Lindt era reprezentată de avocatul Pamfil A. Ripoșanu. Acesta fusese logodnicul Miei Groza și secretar general la Președinția Consiliului de Miniștri al României în perioada guvernului Petru Groza. Apoi a fost numit consilier al Legației Române din Washington de unde a defectat, obținând cetățenia americană în 1954. Noul proces a durat până la 8 octombrie 1969 când a avut loc o ultimă înfățișare la  Curtea de Apel a Statului New York. Prin sentința sa din 26 noiembrie 1969 în procesul ”Lindt vs. Henshel„, judecătorul șef Stanley H. Fuld (1903-2003) a desemnat- o pe Ileana drept moștenitoarea legală a operei de artă. Cu toate acestea, muzeul a refuzat să o restituie. În august 1971, Ileana, însoțită de doi reprezentanți legali și de avocatul ei, a intrat în Muzeul Guggenheim și a luat “Muza” din sala unde era expusă.
După ce a intrat în posesia statuii, Ileana (numită acum Ileana Bulova-Lind) a vândut-o în 1981 lui Andrew Crispo, care se ocupa de comerțul cu opere de artă în New York. Aceasta a dat naștere unui nou proces, în care Crispo susținea că prețul negociat al statuii era 600 000 dolari, pe când Ileana cerea 800 000 dolari. Curtea i-a dat câștig de cauză lui Andrew Crispo. În cele din urmă statuia a reintrat în posesia muzeului Guggenheim unde a fost expusă din nou pe piedestalul de lemn, sculptat de Brâncuși, care nu fusese luat din muzeu odată cu statuia.
Ileana Bulova-Lindt a stat la New York până în 2000, când și-a vândut proprietatea cu 1,5 milioane de dolari și s-a mutat în West Palm Beach, Florida unde a murit la 89 de ani, pe 6 august 2009.